# Linzgau
El Linzgau és una regió històrica d'Alemanya a Suàbia. La part oriental de la Linzgau també fou coneguda com a Schussengau.
Va passar a Roma al segle I i els romans la van conservar fins al segle III; establiments romans van existir a Bambergen, Meersburg, i Mettenbuch a la municipalitat d'Ostrach. Després de la retirada romana les tribus germàniques es van establir a la zona; el nom celta del riu va donar nom a la tribu alamànica establerta al lloc, els Lentienenses, esmentats al segle IV per l'historiador Ammià Marcel·lí. Junt amb tot el ducat dels alamans, el territori fou adquirit pels francs merovingis al segle vi.
Amb la divisió del regne franc en comtats a l'alta edat mitjana, apareix un domini comtal al Linzgau basat i centrar a l'antic castell d'Altheiligenberg al nord del Llac Constança, entre Hegau i Argengau (771 in pago Linzgauvia, St. Galler Urkundenbuch 1,59). L'any 764 és esmentat en una carta de l'Abadia de Sant Gall el comte Warin.
L'extensió del comtat a l'edat mitjana es descriu per exemple en un diploma del rei Wenceslau de 1382 dirigit al comte Albert de Werdenberg: La frontera es va desenvolupar entre el pont de Rin i el monestir de Petershausen (a Constança) fins al tell a Dingelsdorf sobre el llac de Ludwigshafen, a partir d'aquí Nesselwangen i Aach-Linz.
Al segle X el Linzgau fou part del ducat de Suàbia i el 1135 fou assignat als comtes de Heiligenberg (del castell d'Altheiligenberg). D'aquestos comtes va passar als comtes de Werdenberg el 1277, i finalment als comtes de Fürstenberg el 1535. El territori fou llavors conegut com a comtat de Heiligenberg.
El 1805/1806 Napoleó va assignar el territori al gran ducat de Baden on va formar el districte d'Überlingen. Després de la II Guerra Mundial va acabar integrant l'estat de Baden-Württemberg, on forma els districtes de Bodensee i Sigmaringen.